# Uncinia rapaensis
Uncinia rapaensis là loài thực vật có hoa trong họ Cói. Loài này được H.St.John miêu tả khoa học đầu tiên năm 1984.